# 519-й гаубичный артиллерийский полк
519-й гаубичный артиллерийский Краснознамённый полк или 519-й гаубичный артиллерийский полк РВГК, 519-й гаубичный артиллерийский полк большой мощности — воинская часть Вооружённых Сил СССР в Великой Отечественной войне.

## История
22 июня 1941 года в Токсово выделен из состава 108-го гаубичного артиллерийского полка. На вооружении полка состояли 203-мм гаубицы
В действующей армии во время ВОВ с 24 июня 1941 года по 14 сентября 1943 года.
9 июля 1941 года войска противника захватили Псков и 519-й гаубичный артиллерийский полк РГК Ленинградского военного округа получил приказ штаба Северного фронта — срочно в трёхдневный срок перевооружиться с 203-мм гаубиц на 122-мм гаубицы обр. 1938, сдать тракторы «Сталинец», получить в Ленинграде 25 тракторов «Ворошиловец» и быть готовым к убытию на фронт.
В первой половине июля 1941 года из посёлка Токсово Ленинградской области переброшен на Лужский оборонительный рубеж в район села Веймарн близ Кингисеппа, где в течение июля 1941 года ведёт обстрел вражеских позиций на плацдармах на реке Луга. В августе 1941 года вынужден с боями отступать от Кингисеппа на Копорье и далее в Ораниенбаум. В Ораниенбауме полк сдал 122-мм гаубицы вместе с личным составом в другие артиллерийские части и получил батареи 152-мм гаубиц с личным составом из 504-го гаубичного и 149-го гаубичных артиллерийских полков, и оставался на Ораниенбаумском плацдарме вплоть до переформирования. До середины 1943 года являлся фактически единственным соединением тяжёлой артиллерии РККА на плацдарме (остальные части тяжёлой артиллерии были из состава Балтийского флота). За отлично проведённую борьбу с артиллерией противника обстреливавшей Ораниенбаум, трудящиеся города в торжественной обстановке на центральной площади вручили полку Шефское Знамя
14 сентября 1943 года обращён на формирование 3-й отдельной тяжёлой гаубичной артиллерийской бригады
Подвиг защитников Ленинграда артиллеристов 519-го Краснознамённого гаубичного артиллерийского полка РГК и 3-й ОТГАБр увековечен на Мемориальном комплексе Приморский и в Монументе героическим защитникам Ленинграда на Площади Победы.

## Подчинение
| Дата            | Фронт (округ)       | Армия                         | Корпус | Дивизия | Примечания |
| --------------- | ------------------- | ----------------------------- | ------ | ------- | ---------- |
| 22.06.1941 года | Северный фронт      | 23-я армия                    | -      | -       | -          |
| 01.07.1941 года | Северный фронт      | -                             | -      | -       | -          |
| 10.07.1941 года | Северный фронт      | -                             | -      | -       | -          |
| 01.08.1941 года | Северный фронт      | Кингисеппский участок обороны | -      | -       | -          |
| 01.09.1941 года | Ленинградский фронт | Копорская оперативная группа  | -      | -       | -          |
| 01.10.1941 года | Ленинградский фронт | 8-я армия                     | -      | -       | -          |
| 01.11.1941 года | Ленинградский фронт | 8-я армия                     | -      | -       | -          |
| 01.12.1941 года | Ленинградский фронт | Приморская оперативная группа | -      | -       | -          |
| 01.01.1942 года | Ленинградский фронт | Приморская оперативная группа | -      | -       | -          |
| 01.02.1942 года | Ленинградский фронт | Приморская оперативная группа | -      | -       | -          |
| 01.03.1942 года | Ленинградский фронт | Приморская оперативная группа | -      | -       | -          |
| 01.04.1942 года | Ленинградский фронт | Приморская оперативная группа | -      | -       | -          |
| 01.05.1942 года | Ленинградский фронт | Приморская оперативная группа | -      | -       | -          |
| 01.06.1942 года | Ленинградский фронт | Приморская оперативная группа | -      | -       | -          |
| 01.07.1942 года | Ленинградский фронт | Приморская оперативная группа | -      | -       | -          |
| 01.08.1942 года | Ленинградский фронт | Приморская оперативная группа | -      | -       | -          |
| 01.09.1942 года | Ленинградский фронт | Приморская оперативная группа | -      | -       | -          |
| 01.10.1942 года | Ленинградский фронт | Приморская оперативная группа | -      | -       | -          |
| 01.11.1942 года | Ленинградский фронт | Приморская оперативная группа | -      | -       | -          |
| 01.12.1942 года | Ленинградский фронт | Приморская оперативная группа | -      | -       | -          |
| 01.01.1943 года | Ленинградский фронт | Приморская оперативная группа | -      | -       | -          |
| 01.02.1943 года | Ленинградский фронт | Приморская оперативная группа | -      | -       | -          |
| 01.03.1943 года | Ленинградский фронт | Приморская оперативная группа | -      | -       | -          |
| 01.04.1943 года | Ленинградский фронт | Приморская оперативная группа | -      | -       | -          |
| 01.05.1943 года | Ленинградский фронт | Приморская оперативная группа | -      | -       | -          |
| 01.06.1943 года | Ленинградский фронт | Приморская оперативная группа | -      | -       | -          |
| 01.07.1943 года | Ленинградский фронт | Приморская оперативная группа | -      | -       | -          |
| 01.08.1943 года | Ленинградский фронт | Приморская оперативная группа | -      | -       | -          |
| 01.09.1943 года | Ленинградский фронт | Приморская оперативная группа | -      | -       | -          |

## Награды
| Награда                | Дата      | За что получена                                                                     |
| ---------------------- | --------- | ----------------------------------------------------------------------------------- |
| Орден Красного Знамени | 10.2.1943 | За образцовое выполнение задания командования, мужество и стойкость личного состава |

## Командиры
- капитан М. С. Мылов (с 23.06.1941 по 30.08.1941, умер от ранения в госпитале Ораниенбаума)
- капитан Е. Д. Плаксиенко (с 30.08.1941 по 13.10.1941)
- майор Г. П. Мерлин (с 13.10.1941 по 10.10.1942)
- капитан С. Ф. Елагин (с 10.10.1942 по 13.09.1943)

## Другие подразделения ствольной артиллерии с тем же номером
- 519-й артиллерийский полк 393-й стрелковой дивизии